# Antonio Piva
Antonio Piva (Monselice, 8 aprile 1942 – Verona, 3 novembre 2022) è stato un politico italiano.

## Biografia
Laureato in scienze politiche, dirigente d'azienda. Esponente di Forza Italia fin dalla fondazione del partito, viene eletto deputato alle elezioni politiche del 1994. Conferma il proprio seggio alla Camera anche alle elezioni del 1996, conclude il mandato nel 2001. È stato anche assessore comunale a Verona.
Muore il 3 novembre 2022 all'età di 80 anni.